# فازی (گروه موسیقی)
فازی (به انگلیسی: Fozzy) یک گروه هوی متال آمریکایی است که فعالیت خود را در سال ۱۹۹۹ و در آتلانتا، جورجیا آغاز کرد. خواننده رهبر گروه کریس جریکو می‌باشد  که خود یک ستارهٔ کشتی کج بوده که این امر تأثیر بسزایی بر میزان شهرت نسبی این گروه داشته‌است. ریچ وارد (گیتاریست) و فرانک فونتسره (درام، پرکاشن) خود دو عضو از گروه Stuck Mojo بوده‌اند و دیگر اعضای گروه را بیلی گری (گیتار ریتم) و پائول دی لئو (گیتار بیس) تشکیل می دهند که هرکدام عضو دو گروه دیگر نیز بوده‌اند.
در سال‌های ابتدایی تأسیس گروه، آن‌ها با نام فازی آزبورن فعالیت می‌کردند که این نام از اسم آزی آزبورن برگرفته شده بود. همچنین گروه در آن دوره، اکثر وقتش را صرف بازسازی آثار بزرگانی چون بلک سبث، آیرن میدن، جوداس پریست و... می کرد، اما در سال‌های بعد و پس از انتشار دو آلبوم، بیشتر فعالیتشان را صرف خلق آثار اختصاصی کردند.
در این دوره آن‌ها قرار دادی را برای کمپانی سنچوری مدیا رکوردز امضاء کردند که از آن پس این کمپانی ناشر اکثر آثارشان بود. آخرین آلبوم فازی، Sin And Bones نام دارد که در آگوست ۲۰۱۲ منتشر شد.